# Riou Gras
Le Riou Gras est un cours d'eau du département de la Haute-Garonne, en ancienne région Midi-Pyrénées, donc en nouvelle région Occitanie, et un affluent de l'Hers Mort, donc un sous-affluent de la Garonne. 

## Géographie
D'une longueur de 2,3 kilomètres, il coule essentiellement à Balma. Il prend source près du lieu-dit- Arbassan à 173 m d'altitude.
Il coule globalement de l'est vers l'ouest
Il conflue en rive droite du Hers-Mort à 139 m d'altitude.

### Communes et cantons traversés
Dans le seul département de la Haute Garonne, le Riou Gras traverse la seule communes suivante, de Balma (source et confluence).
Soit en termes de cantons, le ruisseau des Arnis prend source et conflue dans le même canton de Toulouse-10, dans l'arrondissement de Toulouse.

### Bassin versant
Le ruisseau de Noncesse traverse une seule zone hydrographique L'Hers Mort du confluent de la Marcaissonne au confluent de la Sausse (O227) de 779 km2 de superficie.

## Affluents
Le Riou Gras a un seul affluent référencé : 
- la Linasse (rd), 1,5 km sur la seile commune de Balma.

Donc son rang de Strahler est de deux.

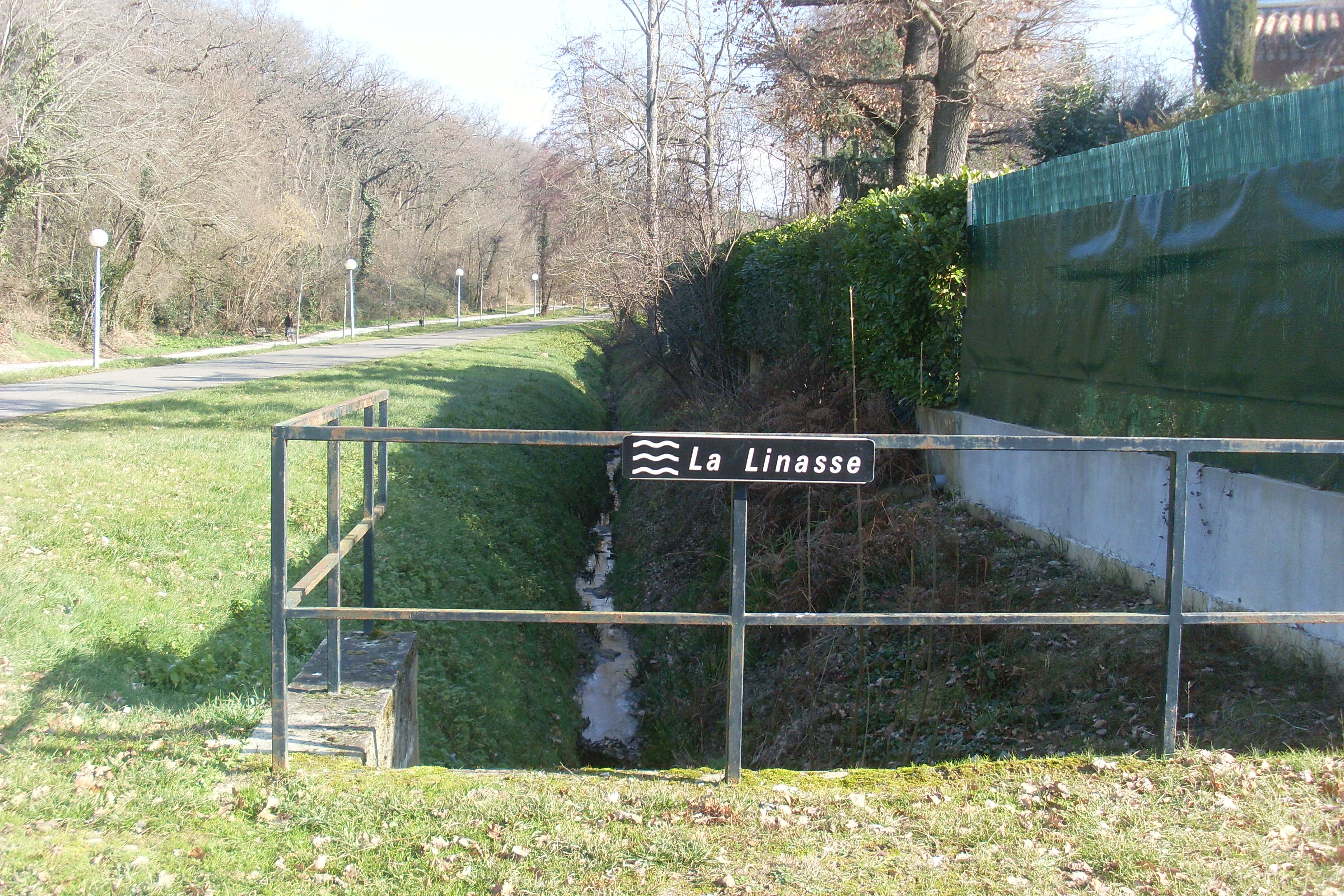
La Linasse à Balma
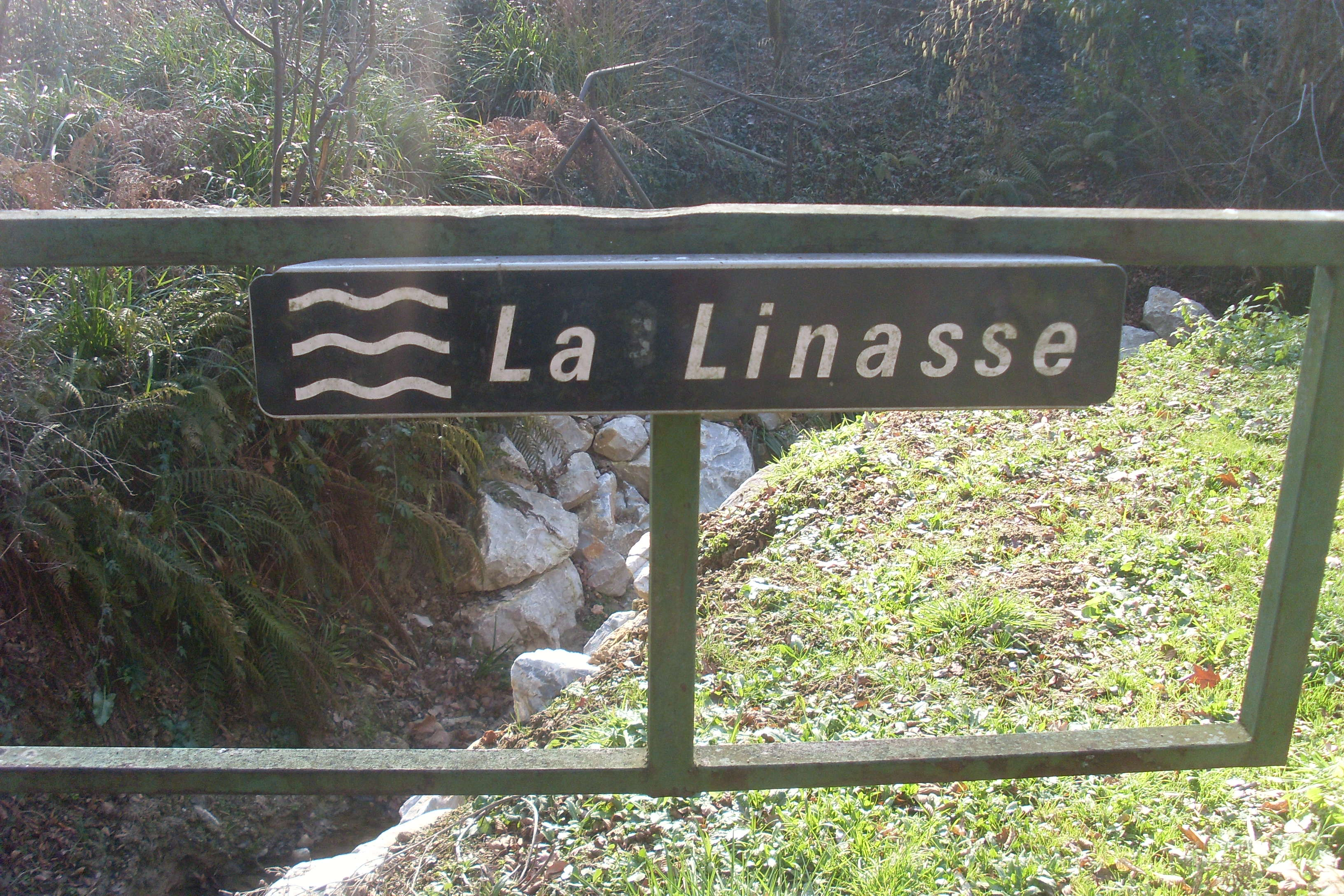
Le lit de la Linasse à sec